# 우크라이나 고려인
우크라이나 고려인은 고려인 중앙아시아 강제 이주 이후 1956년 소련내 고려인의 복권(реабилитацией корейского)으로 인해 대학 진학, 고본지(Гобонди)의 목적으로 우크라이나 지방에 이주한 한국인 디아스포라(재외 한인)를 뜻한다.
1937년부터 1938년까지 중앙아시아로 강제이주된 고려인들은 절대다수가 집단 농장 콜호즈에서 생활하게 되었다. 이들은 우즈베키스탄과 카자흐스탄을 떠나는 것이 법적으로 금지되었으나, 1950년대 콜호즈의 생활이 안정화되면서 고려인들은 자신의 자녀들을 타슈켄트와 알마티의 고등교육기관뿐만 아니라 모스크바, 상트페테르부르크, 키예프, 하리코프 등 러시아와 우크라이나 대도시의 고등교육기관에 입학시키고자 하였다.
1953년 흐루쇼프의 집권은 고려인의 거주지 제한이 해제되는 계기가 되었다. 1956년을 전후하여 고려인들은 붉은 군대에서 복무할 수 있게 되었고, 한국어로 작품을 쓸 수 있게 되었다. 소련의 고등 교육 기관에서 교육받을 기회도 부여되었다.
해당 조치로 극동 지역으로 돌아갈 것이라는 당초의 예상과는 달리 연해주나 아무르 지역으로 돌아간 고려인은 소수였다.
이러한 배경에서 대도시 중 하나인 키예프를 선택하여 유학을 위해 이주한 이들이 있었고, 키예프의 우크라이나 고려인 사회에서 원로를 형성했다.
북캅카스 일대와 크림 반도에서 오데사에 이르기까지 남부 우크라이나 지역에 형성된 비옥한 흑토 지대는 기회의 땅으로 여겨졌다. 여기에는 크림, 오데사, 헤르손, 하리코프 등이 있다.
1998년 9월 하르키우에는 하르코우 181번 정수리학교가 설립되었다.
2014년 크림 사태 이전까지 우크라이나에는 약 3만 명의 고려인이 거주했으나, 
우크라이나의 정치적 혼란과 경제적 어려움은 우크라이나인들뿐만 아니라 고려인들의 생활에도 영향을 주었다. 
교육을 위해 우크라이나로 이주하였던 이들은 유로 마이단, 러시아의 크림반도 합병, 우크라이나 동부의 내전과 같은 정치적 혼란과, 여기에서 비롯된 경제적 어려움으로 우크라이나인들과 마찬 가지로 폴란드, 체코, 독일 등 서구 국가로 이주하는 경우가 많아졌다. 계절농업을 위해 이주한 이들은 대한민국으로 이주하는 경우가 많아졌다.
러시아의 우크라이나 침공은 우크라이나 난민을 발생시켰으며, 이들 중에는 우크라이나 고려인도 포함되어 있다. 이들의 피란은 생존시설의 붕괴에서 기인한다. 이들 중 일부는 대한민국에 입국하였는데, 여기에는 한국이 그들의 역사적 기원이라는 점이 작용하기도 했다.

## 참고 문헌
- 임영상 (2009년 2월). “우크라이나 고려인과 한-우크라이나 문화산업”. 《역사문화연구》 (한국외국어대학교 역사문화연구소) (32). (구독 필요).
- Kim, Pavel (2017). “Korejská diaspora v Rusku” (PDF) (러시아어).
- 고가영 (2019). “접경지대 우크라이나의 국내·외적인 갈등 상황이 고려인 개인들의 삶에 미친 영향”. 《역사문화연구》 (71). (구독 필요).
- 김영술 (2022). “우크라이나 전쟁 피란 고려인 연구 - 혼합 이주를 중심으로 -”. 《재외한인연구》 (59): 1-51.